# 公鸡鲈属
公鸡鲈属（学名：Cockerellites）是一类已灭绝的温带真鲈形类，生存于始新世的绿河组地区。

## 描述

平滑公鸡鲈

公鸡鲈属与现生河鲈或驼背太阳鱼非常相似，它和它们一样有着紧凑而高大的身体。公鸡鲈属与生活在同时期绿河组地区的另一种鲈鱼始小鲈属非常相似，但在一些解剖学特征上有所不同：公鸡鲈属的背鳍和臀鳍拥有更多鳍条，骨盆处脊柱也更薄。除此之外，公鸡鲈属的体长很少超过12厘米，而始小鲈属可以达到40厘米。

## 分类

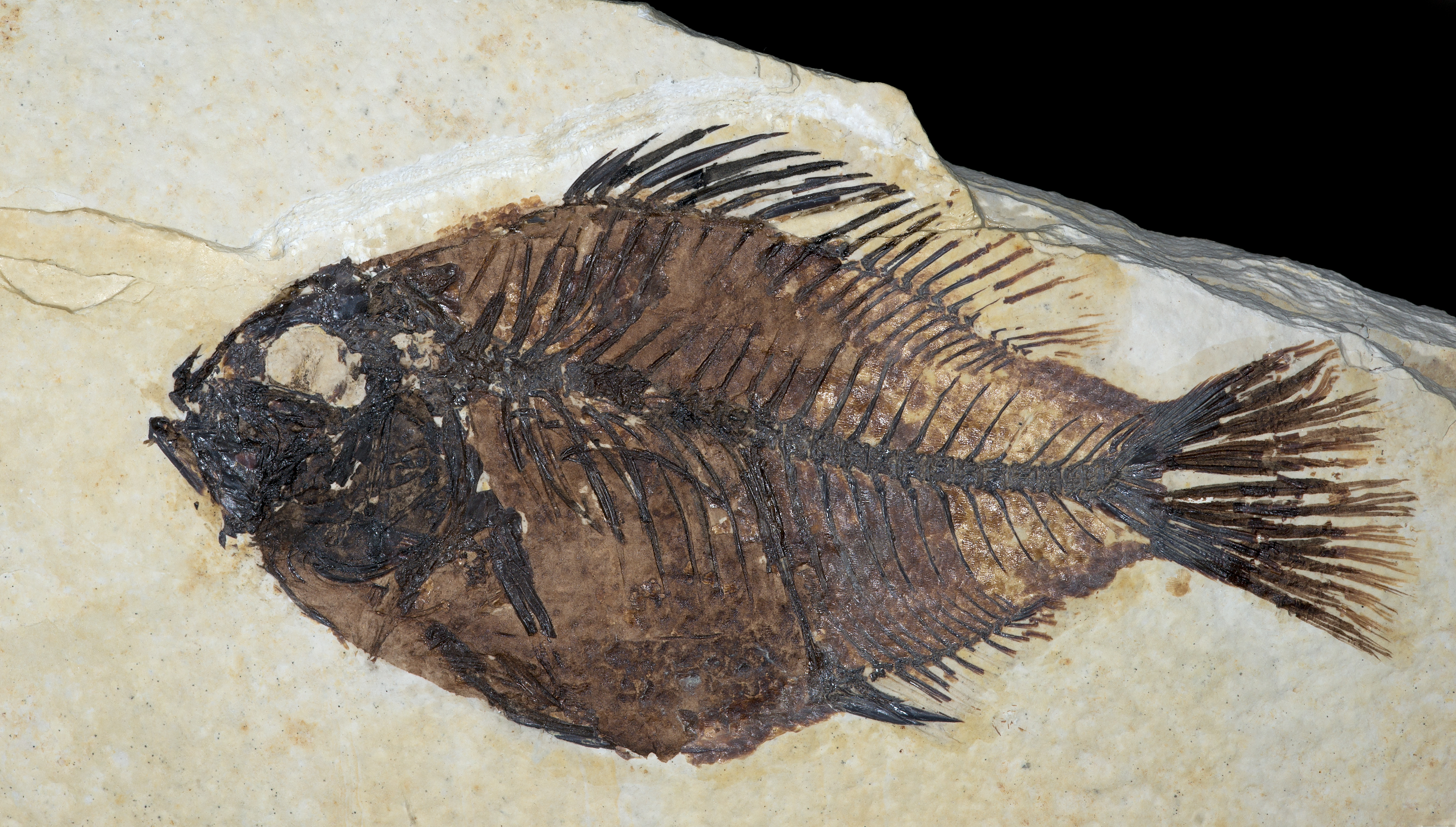
平滑公鸡鲈的化石

公鸡鲈属的第一批化石发现于怀俄明州著名的绿河组地层，其正模标本为USNM 4044。1877年，爱德华·德林克·科普根据这些化石描述并命名了平滑始小鲈（Priscacara liops），因为他发现它们与锯齿始小鲈（Priscacara serrata）有显著的亲缘关系。1923年，乔丹（Jordan）等人为该物种设立了新的公鸡鲈属。然而，后来的学者并没有发现两个属之间的差异，以至于认为公鸡鲈属一直都是一个单独的属。兰斯·格雷德（Lance Grande）在2013年回顾绿河组化石研究史时指出公鸡鲈属是一个有效属。
公鸡鲈属和始小鲈属曾分别被归入雀鲷科、尖吻鲈科、真鲈科和日鲈科，维特洛克（Withlock）在2010年进行的研究将二者一同归于狼鲈科。

## 古生态学
公鸡鲈属生活在一个大型湖泊中，它们成群结队地活动，这和与之相关的始小鲈属不同，至少在成年后，后者似乎会独自活动。公鸡鲈属在绿河组留下的化石非常多，有些地区的平滑公鸡鲈与锯齿始小鲈的化石数量之比甚至超过了3：1，这其中既有成年个体又有幼年个体，都证明了公鸡鲈属具有群居习性。相比于河岸，公鸡鲈属似乎更喜欢开阔水域，它们以昆虫、幼虫和浮游动物为食，因为在公鸡鲈属化石的腹腔内从未发现过其他鱼类的化石。